# Herodes de Palmira
Septimi Herodià (llatí: Septimius Herodianus), també conegut com a Herodes de Palmira o Hairan I (per distingir-lo del seu germanastre Hairan II), va ser un príncep de Palmira, fill d'Odenat i la seva primera esposa, de nom desconegut.
Va ser escollit pel seu pare com a successor i nomenat «rei de reis» pel seu pare segurament l'any 263, després d'haver derrotat un exèrcit persa. El noi és descrit a la Historia Augusta com el més efeminat dels homes, amb tots els vicis i luxes de l'Orient, que el seu pare li permetia.
Zenòbia, la segona esposa d'Odenat, no volia que aquest noi heretés el principat i sembla que es va posar d'acord amb un cosí del seu marit, Meoni, que va matar el sobirà i probablement també a Herodes, el 267. Alguns comentaristes diuen que l'assassinat va ser instigat per l'emperador Gal·liè, temorós que Odenat adquirís massa poder.